# (15599) Richardlarson
(15599) Richardlarson (2000 GF99) – planetoida z pasa głównego asteroid okrążająca Słońce w ciągu 3,76 lat w średniej odległości 2,42 j.a. Odkryta 7 kwietnia 2000 roku.